# یاقوتی گلوحنایی
یاقوتی گلوحنایی (نام علمی: Hylocharis sapphirina) گونه‌ای مرغ مگس در گروه «زمردی‌ها»، تبار Trochilini از زیرتیرهٔ Trochilinae است. در بولیوی، برزیل، کلمبیا، اکوادور، گویان، پرو، ونزوئلا و احتمالاً آرژانتین و پاراگوئه یافت می‌شود.